# Pidurutalagala
Pidurutalagala är ett berg i Sri Lanka.   Det ligger i provinsen Centralprovinsen, i den centrala delen av landet, 100 km öster om huvudstaden Colombo. Toppen på Pidurutalagala är 2 524 meter över havet.
Terrängen runt Pidurutalagala är kuperad åt sydost, men åt nordväst är den bergig. Pidurutalagala är den högsta punkten i landet. Runt Pidurutalagala är det tätbefolkat, med 570 invånare per kvadratkilometer. Närmaste större samhälle är Nuwara Eliya, 3,6 km söder om Pidurutalagala. I omgivningarna runt Pidurutalagala växer i huvudsak städsegrön lövskog.